# Sénégal aux Jeux olympiques d'été de 1992
Le Sénégal participe aux Jeux olympiques d'été de 1992 à Barcelone. Il s'agit de sa 8e participation à des Jeux d'été. 

## Délégation
Le Sénégal est représenté par vingt sportifs dont dix-huit hommes et deux femmes engagés dans quatre sports, l'athlétisme, le judo, la lutte et la natation.

### Judo
- Pierre Yves Sène